# Desmia lacrimalis
Desmia lacrimalis là một loài bướm đêm trong họ Crambidae.